# Hennil

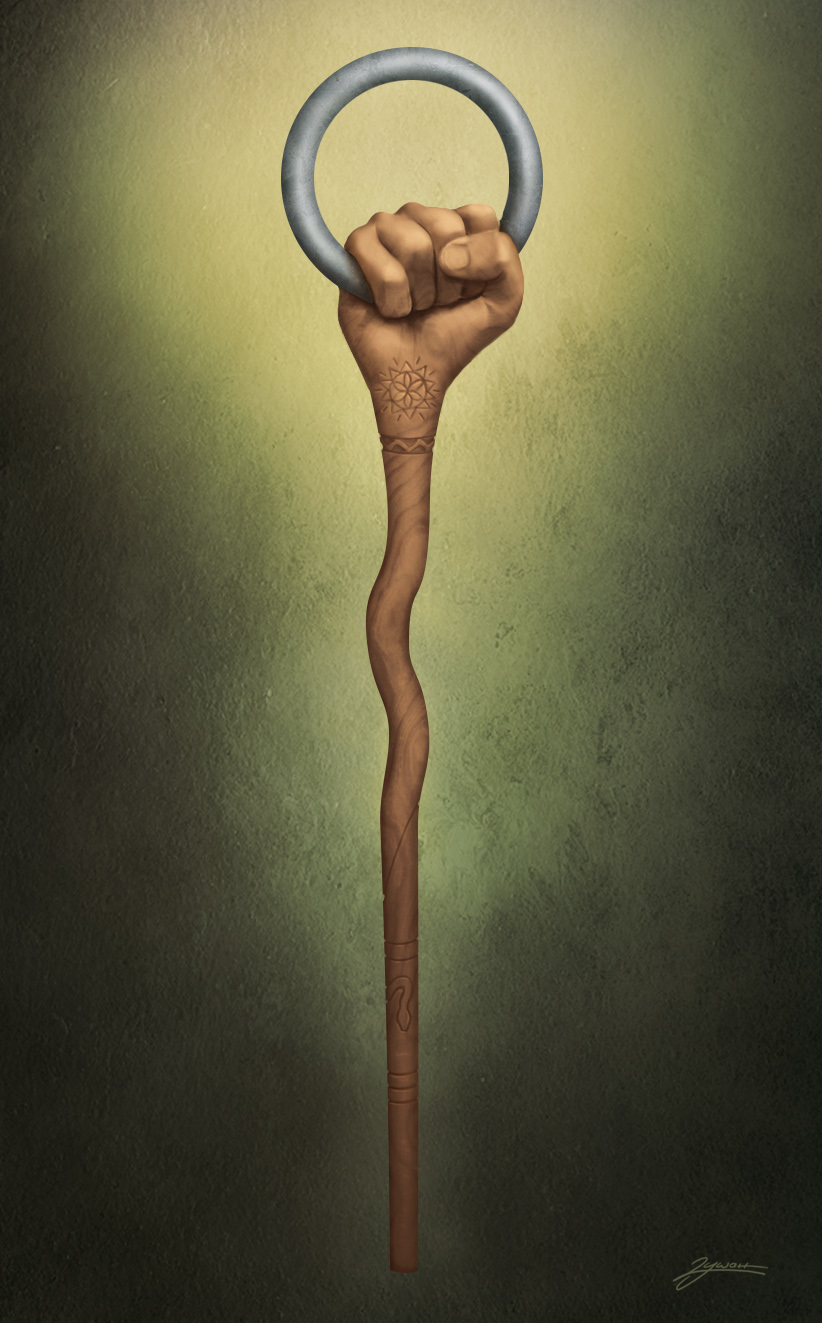
Dušan Božić: Hennilova hůl

Hennil nebo Bendil je jméno agrárního boha Polabských Slovanů, kterého zmiňuje biskup Dětmar z Merseburku (975–1018) ve své Kronice (Chronicon) s tím, že ho symbolizovala pastýřská hůl s hlavicí v podobě lidské ruky držící železný kruh, přičemž předmět byl symbolem plodnosti. Autentičnost tohoto boha je sporná. Mohlo se jednat o konkrétní magický rituál, při kterém byla pastýři používána hůl jako idol a Dětmar si ho vyložil podle sebe. Část badatelů se přiklání k hypotéze, že Hennil byl bohem germánského původu převzatý od Sasů. 
Dětmar popisuje událost, která se měla stát v jeho diecézi v Sülfeldu nedaleko Wolfsburgu, kdy jistá žena potřebovala pomoc s vymítáním démonů sužujících její obydlí. Na místo dorazil pastýř s takto vypadající holí, který s ní obcházel domy ve vesnici jeden po druhém a pokřikoval zaklínadlo obsahující Hennilovo jméno. Dětmar si stěžuje, že Slované zřídkakdy navštěvují kostel a raději se obrací na své domácí bůžky a k obětem v domnění, že jim přinesou užitek.
Teodor Narbutt poukazuje na možnou souvislost Hennila s litevským Goniglisem, bohem pastýřů, zmíněným Matějem Stryjkowským v 16. století. Tuto informaci převzal také Ignác Jan Hanuš a tvrdil, že bůžek byl znám také Čechům a Slovákům pod jmény Honidlo, Honilo či Gonidlo. Jacob Grimm ho zase zmiňuje ve své Deutsche Mythologie s tím, že jméno vychází z polského hejnał, které znamená „červená ranní obloha“ a „píseň uctívání vycházejícího slunce“. Theodor Siebs došel k závěru, že Hennil je zdrobnělina od Henno, tedy Ódina, nejvyššího germánského (a severského) boha.